# Alexander Sergejewitsch Gripitsch
Alexander Sergejewitsch Gripitsch (russisch Александр Сергеевич Грипич, engl. Transkription Aleksandr Gripich; * 21. September 1986 in Slawjansk-na-Kubani, RSFSR, Sowjetunion) ist ein ehemaliger russischer Leichtathlet, der sich auf den Stabhochsprung spezialisiert hat. Seinen größten sportlichen Erfolg feierte er mit dem Vizehalleneuropameistertitel 2015 in Prag sowie dem Sieg bei der Sommer-Universiade 2009 in Belgrad.

## Sportliche Laufbahn
Erste internationale Erfahrungen sammelte Alexander Gripitsch beim Europäischen Olympischen Jugendfestival (EYOF) 2003 in Paris, bei dem er mit übersprungenen 4,95 m die Goldmedaille gewann. 2009 siegte er mit 5,60 m bei der Sommer-Universiade in Belgrad und anschließend belegte er bei den Weltmeisterschaften in Berlin mit 5,75 m im Finale den fünften Platz. Im Jahr darauf verpasste er bei den Hallenweltmeisterschaften in Doha mit 5,45 m den Finaleinzug und im Mai wurde er bei der Shanghai Diamond League mit 5,60 m Zweiter. Daraufhin wurde er bei den Bislett Games in Oslo mit 5,60 m Dritter, ehe er bei den Europameisterschaften in Barcelona in der Vorrunde keinen gültigen Versuch zustande brachte. 2011 gewann er bei den Studentenweltspielen in Shenzhen mit einer Höhe von 5,75 m die Silbermedaille hinter dem Polen Łukasz Michalski. 2013 belegte er bei der Sommer-Universiade in Kasan mit 5,40 m den fünften Platz, ehe er bei den Weltmeisterschaften in Moskau mit derselben Höhe in der Qualifikationsrunde ausschied. Im Jahr darauf belegte er bei den Europameisterschaften in Zürich mit 5,65 m den fünften Platz und 2015 gewann er bei den Halleneuropameisterschaften in Prag mit 5,85 m die Silbermedaille hinter dem Franzosen Renaud Lavillenie. Im Juni wurde er bei der Golden Gala in Rom mit 5,71 m Dritter und im August verpasste er bei den Weltmeisterschaften in Peking mit 5,65 m den Finaleinzug. Er bestritt auf nationaler Ebene Wettkämpfe bis 2023, ehe er seine aktive Karriere im Alter von 37 Jahren beendete.
In den Jahren 2015 und 2020 wurde Gripitsch russischer Meister im Stabhochsprung im Freien sowie 2015 auch in der Halle.